# (14075) Kenwill
(14075) Kenwill est un astéroïde de la ceinture principale.

## Description
(14075) Kenwill est un astéroïde de la ceinture principale. Il fut découvert le 18 juillet 1996 à l'Observatoire Rand par George R. Viscome. Il présente une orbite caractérisée par un demi-grand axe de 3,11 UA, une excentricité de 0,17 et une inclinaison de 2,2° par rapport à l'écliptique.

## Compléments